# Tập đoàn Đầu tư Quốc tế Taep'oong Triều Tiên
Tập đoàn Đầu tư Quốc tế Taep'oong Triều Tiên là công ty của Bắc Triều Tiên có trụ sở tại Bình Nhưỡng do Ủy ban Quốc phòng Cộng hòa Dân chủ Nhân dân Triều Tiên thành lập. Công ty này chính thức quản lý các khoản đầu tư ra nước ngoài vào Bắc Triều Tiên. Ba trong số bảy thành viên ban giám đốc là người quản lý tài chính cá nhân của Kim Jong-il.

## Hoạt động
- Pak Chŏlsu, người đứng đầu đại diện Taep'oong đã tổ chức cho 10 nhà đầu tư từ Hồng Kông một chuyến tham quan Khu công nghiệp Kaesong vào tháng 5 năm 2010.[1]
- Bất chấp căng thẳng đã đề xuất một giải pháp hợp tác đối với tài sản còn lại của Khu du lịch Núi Kumgang của Huyndai Hàn Quốc trên lãnh thổ Bắc Triều Tiên.[2]